# Carboxymethylcellulosen
Carboxymethylcellulosen (CMC) sind Celluloseether, Derivate der Cellulose, bei denen ein Teil der Hydroxygruppen als Ether mit einer Carboxymethyl-Gruppe (–CH2–COOH) verknüpft sind. Die Cellulose wird aus Nadel- und Laubhölzern gewonnen.

## Herstellung
Cellulose oder Zellstoff wird gemahlen und mit Natronlauge in die reaktivere Alkalicellulose überführt. Die Alkylierung der Alkalicellulose zur Carboxymethylcellulose erfolgt mit Chloressigsäure. Dabei bleibt die Cellulose-Struktur erhalten.
Da bei dieser Reaktion nicht alle Hydroxygruppen reagieren, entstehen Carboxymethylcellulosen mit unterschiedlichem Substitutionsgrad. 

## Eigenschaften
In der Säureform sind Carboxymethylcellulosen unlöslich in Wasser. Sie sind dagegen gut in basischen Lösungen löslich.
Eine durch Quervernetzung erzeugte wasserunlösliche Variante von Carboxymethylcellulose ist Croscarmellose-Natrium.

## Möglicher Einfluss auf die Gesundheit
Carboxymethylcellulosen könnten die Mucus-Barriere im Darm von Säugetieren schwächen. Die Mucus-Barriere isoliert den Darminhalt von der Darmwand. Bei Mäusen ohne IL-10-Gen bewirkte die Substanz im Futter eine bakterielle Überwucherung der Darmschleimhaut und Entzündungszeichen ähnlich dem Morbus Crohn. Speziell empfindliche Mäuse, die mit Carboxymethylcellulose gefüttert wurden, entwickelten häufigere und schwerere Dickdarmentzündungen.

## Anwendung
Die wichtigste Anwendung für Carboxymethylcellulose ist in der Textilindustrie. Ihre gute Löslichkeit und die filmbildenden Eigenschaften werden für Appreturen von Garnen oder Filamenten benutzt.
Daneben wird Carboxymethylcellulose als Waschmittelzusatz, Bindemittel, Verdicker, Papierleimungsmittel, Schutzkolloid und in Bohrspülungen bei Erdölbohrungen eingesetzt.
Sie ist in der EU als Lebensmittelzusatzstoff mit der E-Nummer E 466, in USA durch 21CFR 182.1745 zugelassen. Cellulosederivate spielen neben den vielen technischen Anwendungen auch im Alltag eine wichtige Rolle. So werden sie im Lebensmittelbereich und vielen Kosmetikprodukten sowie pharmazeutischen Anwendungen eingesetzt. CMC verbessert die Konsistenz bei vielen Lebensmitteln, etwa bei Speiseeis (Reduktion der Eiskristallbildung), Mayonnaisen, Saucen, Fruchtmassen, Gelee. Bei Backwaren wird die Stärkeretrogradation verzögert und damit das Altbackenwerden, bei Trockenprodukten wird die Stabilität erhöht und die Rehydratisierbarkeit verbessert.
In der Pharmazie werden sie als Tablettensprengmittel mit dem Massenanteil 1 % und als Bildner einer Hydrokolloidmatrix (Massenkonzentration 5–10 %) eingesetzt.

## Wirtschaftliche Bedeutung
Der Markt für Cellulosederivate (Celluloseether und Celluloseester) wird in Deutschland auf über 100.000 t geschätzt. Carboxymethylcellulosen sind davon der mengenmäßig bedeutendste Markt. 1999 wurden in Deutschland allein 2200 t CMC in Waschmitteln verbraucht. Da Celluloseether-Produkte aus nachwachsenden Rohstoffen hergestellt werden, gewinnen sie zunehmend an Bedeutung, z. B. als Textilhilfsmittel für umweltfreundliche Verfahren in der Textilindustrie.